# Zaglossus harrisoni
El zagloso de Harrison (Zaglossus harrisoni) es un equidna de hocico largo conocido únicamente por restos fósiles procedentes de Tasmania, en Australia y datados en el Pleistoceno Superior. 
Podría tratarse de Megalibgwilia ramsayi.